# 鉄火場の風
『鉄火場の風』（てっかばのかぜ）は、1960年1月15日に公開された、牛原陽一監督のアクション映画。
3年前無実の罪で逮捕され、3年間の網走刑務所暮らしを強いられた男が出所、自分をハメた男に復讐する物語である。

## キャスト
- 石原裕次郎: 畑中英次
- 赤木圭一郎: 速水健
- 北原三枝: 相良那美
- 清水まゆみ: 木内昌子
- 宍戸錠: 西川政一
- 佐野浅夫: 真壁鉄次
- 梅野泰靖: 新田整
- 武藤章生: 江島民平
- 殿山泰司: 木内一巳
- 浜村純: 佐々木忍
- 黒田剛: 坂本直二
- 河上信夫: 柳辰蔵
- 小泉郁之助 : 加藤博敏
- 嵯峨善兵 : 鱶川謙三
- 丘野美子: マリー
- 近江大介: セールスマン
- 峰三平: 東雲会親分Ａ
- 伊丹慶治: 東雲会親分Ｂ
- 土方弘: 武本寛
- 神山勝: 球場経理部係長
- 八代康二: 球場塩原警備員
- 玉井謙介: 球場警備員Ａ
- 二階堂郁夫: モンパルナス・ボーイ
- 林茂朗: 街のチンピラＡ
- 高田保: 街のチンピラＢ
- 夏今日子: 鱶川の女秘書
- 川村昌之: 歌村の弟子
- 木室郁子: バー・ベラミの夏子
- 柳瀬志郎: バー・ベラミ客
- 峯品子: 銀座のチャンネエ
- 紀原耕: 基地の刑事
- 榎木兵衛: ポン引松
- 伊藤寿章: 役者歌村
- 三島雅夫: 球場経理部日守課長
- 東野英治郎: 馬瀬朝次郎
- 深江章喜: 永田正雄
- 芦田伸介: 高木剛太郎

## スタッフ
- 監督 ：牛原陽一
- 脚本 ：熊井啓
- 音楽 : 小杉太一郎
- 撮影 : 姫田真佐久
- 企画 : 水の江滝子
- 主題歌 :石原裕次郎 「最果から来た男」

## ロケ地
- 川崎球場
- 網走刑務所

## 併映作品
- 『事件記者 時限爆弾』